# Gilberto de Brionne
Gilberto de Brionne también Giselbert y Gilbert d'Eu, conde de Eu y Brionne (c. 1000-1040), fue un noble normando, uno de los tutores de Guillermo el Bastardo durante su minoría de edad, y primo hermano de su padre Roberto I de Normandía.

## Biografía
Gilbert de Brionne era hijo de Godofredo de Brionne, hijo ilegítimo de Ricardo I de Normandía, y uno de los más poderosos terratenientes de Normandía. Fue generoso benefactor de la Abadía de Bec fundada en 1031 por uno de sus caballeros llamado Herluin, hijo de Gilbert Crispin de Tillières. 
Cuando Roberto I, duque de Normandía murió en 1035, su hijo ilegítimo Guillermo heredó el título de su padre y varios poderosos nobles normandos, incluido Gilberto, Osbern de Crépon y Alano III de Bretaña, se convirtieron en sus tutores. Sin embargo, otro grupo de barones normandos, encabezados por Raúl de Gacé, rechazaron a Guillermo como duque. En 1040 intentaron matar a Guillermo, pero el complot fracasó. Gilberto, no obstante, murió mientras cabalgaba cerca de Echauffour, posiblemente asesinado por Raúl de Wacy y Roberto de Vitot. Parece que fue un acto de venganza por los agravios infligidos a los huérfanos de Giroie de Échauffour por Gilberto. Los anales no aclaran si Raúl de Gacé tuvo algo que ver, aunque era cuñado de Hawisa de Échauffour, hija de Giroie. 
Por temor a que pudieran correr la misma suerte que su padre, los hijos de Gilberto, Ricardo y Baldwin, fueron llevados por sus aliados a la corte de Balduino V de Flandes para su protección. Los hijos de Gilberto acompañarían al duque Guillermo en su conquista de Inglaterra y sus descendientes se convertirían en una de las familias nobles más poderosas de las Islas Británicas. Gobernarían sobre vastas tierras en las actuales Irlanda, Escocia e Inglaterra y se convertirían en poderosos señores de las marcas fronterizas.

## Herencia
Gilberto de Brionne se casó con Gunnor de Aunou, fruto de esa relación tuvieron varios hijos: 
- Richard fitz Gilbert (Richard de Clare), que se casó con Rohese Giffard (c. 1034–1113), hija de Walter Giffard de Longueville;
- Baldwin fitz Gilbert (m. 1090), señor de Meules y de Sap;
- Guillermo (fallecido c. 29 de agosto de 1060);
- Adela (m. 1092), casada con Néel II de Saint-Sauveur, vizconde de Cotentin;
- Emma, casada con Hugo de Waft;
- Hesilia, casada con Guillermo Malet (compañero de Guillermo el Conquistador).[7]